# Веселица
„Забава“ (словен. Veselica) је југословенски филм на словеначком језику из 1960. године. Режирао га је Јоже Бабич, а сценарио је писао Бено Зупанчић.

## Улоге
| Глумац           | Улога     |
| ---------------- | --------- |
| Лојзе Розман     | Мишко     |
| Андреј Курент    | Миленко   |
| Мира Сардоч      | Мара      |
| Велимир Гјурин   | Мали Алеш |
| Ива Зупанчич     | Луција    |
| Јанез Шкоф       | Ловро     |
| Миха Балох       | курир     |
| Ника Јуван       | Карлинца  |
| Хуго Флоријанчић | Брумер    |
| Лојзе Потокар    |           |
| Ангелца Хлебце   |           |
| Франц Пресетник  |           |
| Милева Закрајшек |           |
| Фрањо Кумер      |           |
| Драго Макуц      |           |
| Милан Брезигар   |           |
| Аленка Светел    |           |
| Франчек Дрофеник |           |
| Радо Накрст      |           |
| Франци Прус      |           |

Комплетна филмска екипа  ▼
| Редитељ              | Јоже Бабич      |                        |
| Сценариста           | Бено Зупанчић   | (новела)               |
| Композитор           | Бојан Адамич    |                        |
| Директор фотографије | Иво Белец       | (као Иван „Иво” Белец) |
| Директор фотографије | Иван Маринчек   |                        |
| Монтажер             | Војислав Бјењаш |                        |
| Сценограф            | Нико Матул      |                        |
| Костимограф          | Милена Кумар    |                        |
| Одсек за шминку      | Мирко Мачкић    | дизајнер шминке        |
| Менаџер продукције   | Горажд Кончар   | директор филма         |
| Помоћник режије      | Звоне Синтич    | помоћник редитеља      |